# Камерон (округ, Техас)
Шаблон:StateAbbr_ 26°09′ пн. ш. 97°27′ зх. д. / 26.15° пн. ш. 97.45° зх. д.
Округ Камерон (англ. Cameron County) — округ (графство) у штаті Техас, США. Ідентифікатор округу 48061.

## Історія
Округ утворений 1848 року.

## Демографія
За даними перепису 2000 року загальне населення округу становило 335227 осіб, зокрема міського населення було 292090, а сільського — 43137. Серед мешканців округу чоловіків було 160509, а жінок — 174718. В окрузі було 97267 домогосподарств, 79944 родин, які мешкали в 119654 будинках. Середній розмір родини становив 3,81.
Віковий розподіл населення поданий у таблиці:
| Стать    | До 15 років | 15-21 | 22-29 | 30-39 | 40-49 | 50-65 | 65-85 | Понад 85 |
| -------- | ----------- | ----- | ----- | ----- | ----- | ----- | ----- | -------- |
| Чоловіки | 48346       | 19771 | 18090 | 20659 | 18747 | 18615 | 14933 | 1348     |
| Жінки    | 46474       | 19639 | 20103 | 24096 | 21533 | 21779 | 18645 | 2449     |

## Суміжні округи
- Вілласі — північ
- Матаморос, Тамауліпас, Мексика — південь
- Ідальго — захід

## Виноски
1. ↑  U.S. Decennial Census. United States Census Bureau. Архів оригіналу за 26 квітня 2015. Процитовано 20 квітня 2015.
2. ↑  Texas Almanac: Population History of Counties from 1850–2010 (PDF). Texas Almanac. Архів оригіналу (PDF) за 26 лютого 2015. Процитовано 20 квітня 2015.
3. ↑  State & County QuickFacts. United States Census Bureau. Архів оригіналу за 21 серпня 2011. Процитовано 9 грудня 2013.(англ.) Наведено за англійською вікіпедією.
4. ↑  American FactFinder. Бюро перепису населення США. Архів оригіналу за 29 липня 2011. Процитовано 31 січня 2008.

| США | Це незавершена стаття з географії США. Ви можете допомогти проєкту, виправивши або дописавши її. |